# سيتو بونس
سيتو بونس (بالإسبانية: Sito Pons)‏ هو متسابق دراجات نارية إسباني فاز ببطولة سباق الجائزة الكبرى للدراجات النارية. نافس في سباقات بطولة العالم لفئة 500 سي سي ولفئة 250 سي سي ولفئة 50 سي سي.

## البطولات
- سباق الجائزة الكبرى للدراجات النارية 1988
- سباق الجائزة الكبرى للدراجات النارية 1989

## روابط خارجية
- سيتو بونس على موقع MotoGP.com (الإنجليزية)